# Lê Thị Minh Hiếu
Lê Thị Minh Hiếu (sinh năm 1968) là nữ thẩm phán cao cấp người Việt Nam. Bà hiện giữ chức vụ Chánh án Tòa án nhân dân tỉnh Kiên Giang. 

## Tiểu sử
Lê Thị Minh Hiếu sinh năm 1968, quê quán tại huyện Giá Rai, tỉnh Bạc Liêu.
Bà có bằng Cử nhân Luật.
Bà là đảng viên Đảng Cộng sản Việt Nam.
Ngày 22 tháng 2 năm 2016, Lê Thị Minh Hiếu, Tỉnh ủy viên, Thẩm phán trung cấp, Phó Chánh án Tòa án nhân dân tỉnh Kiên Giang, được Chánh án Tòa án nhân dân tối cao Việt Nam Trương Hòa Bình bổ nhiệm giữ chức vụ Chánh án Tòa án nhân dân tỉnh Kiên Giang nhiệm kì 5 năm.
Ngày 17 tháng 4 năm 2018, bà được Chủ tịch nước Việt Nam Trần Đại Quang bổ nhiệm chức danh Thẩm phán cao cấp.
Hiện nay (2018), bà đang là Chánh án Tòa án nhân dân tỉnh Kiên Giang.